# Nives Celzijus
Nives Celzijus Drpić, geboren als Nives Celzijus Zeljković (* 18. Dezember 1981 in Zagreb) ist eine kroatische Sängerin, Model und Schriftstellerin.

## Leben
Celzijus wurde als Tochter des slowenischen Schriftstellers Anej Sam in Zagreb, Kroatien geboren.

### Als Schriftstellerin
2009 gewann Celzijus für ihren Roman Gola istina den „Novel of the Year Award“ im Rahmen der Kiklop Book Awards.

### Skandal
Am 22. Januar 2009 sorgte Celzijus für Aufsehen, als sie in der serbischen Talkshow Ami G Show des Senders Pink International aussagte, dass sie mit ihrem Mann Dino Drpić, vor einem A-Länderspiel von Kroatien, Sex auf dem Anstoßpunkt des zu dem Zeitpunkt leeren Maksimir-Stadion in Zagreb gehabt habe. Durch diese Aussage bekam das Paar große Aufmerksamkeit in den heimischen und internationalen Medien. So wurde das Paar in den deutschen und kroatischen Medien als das kroatische Pendant zu David Beckham und Victoria Adams bezeichnet.

### Privates
Celzijus war bis zum Mai 2014 mit dem Fußballer Dino Drpić verheiratet. Sie haben 2 gemeinsame Kinder.

## Diskografie
- 2002: Nives
- 2005: Cura moderna
- 2007: Bijesna

## Bibliografie
- 2008: Gola istina (The Naked Truth)
- 2009: U krevetu sa C.R. (In Bed with C.R.)
- 2011: Oreal (Halo)